# Fimosis
La fimosis (del griego φῑμός, phimós, «hocico») ocurre cuando el orificio del prepucio es demasiado estrecho para dejar salir al glande. Dicho de otro modo, la fimosis es una condición del pene donde el prepucio no puede ser totalmente retraído sobre el glande. 
Al nacer, el prepucio está fusionado con el glande y no se puede retraer, es decir, todos los varones recién nacidos tienen fimosis, pero va desapareciendo durante la infancia y la pubertad. A partir de la pubertad, aproximadamente a los 13 años como media, el prepucio debería poder retraerse dejando el glande al descubierto, tanto cuando el pene está flácido como cuando está erecto. Si esto no es posible existe fimosis. La fimosis se considera patológica cuando causa problemas como dificultad para orinar o la realización de las funciones sexuales comunes. 
La fimosis puede resolverse mediante la  circuncisión, el uso de tubos que aprovechan la dilatación progresiva del anillo fimótico, el uso de cremas con esteroides y ejercicios de estiramiento específicos.

## Epidemiología
La fimosis es frecuente, sobre todo en niños, antes de la adolescencia. Se estima que menos del 2%  de los adolescentes de 17 años padecen fimosis. En el 95% de los recién nacidos es difícil la retracción prepucial. A los 6 meses sólo el 20% de los prepucios son retráctiles, al año el 50% son retráctiles y a los 3 años más del 90% son retráctiles.[cita requerida]
En los últimos años se han publicado una serie de informes médicos sobre la incidencia de la fimosis. Estos informes varían ampliamente, debido a dificultades para distinguir la fimosis fisiológica de la fimosis patológica, y a las múltiples influencias adicionales en las tasas de circuncisión post-neonatal en culturas donde son circuncidados la mayoría de los varones recién nacidos. Una estadística de incidencia comúnmente citada para la fimosis patológica es la del 1% de los hombres no circuncidados.
Cuando la fimosis es simplemente sinónimo de no retractibilidad del prepucio después de 3 años de edad, se han reportado tasas de incidencia considerablemente mayores.
Otros han descrito incidencias en adolescentes y adultos de hasta 50%, aunque es probable que se incluyeran muchos casos de fimosis fisiológica o no retractibilidad parcial.

## Etiología
Hay tres condiciones mecánicas que impiden la retracción del prepucio: 
1. La punta del prepucio es demasiado estrecha para  pasar sobre el glande. Esto es normal en niños y adolescentes prepúberes.
2. La superficie interna del prepucio se fusiona con el glande del pene. Esto es normal en niños y adolescentes, pero anormal en adultos.
3. El frenillo del pene es demasiado corto para permitir la retracción completa del prepucio (una condición llamada frenillo breve).
La fimosis patológica (a diferencia de la no retractilidad natural del prepucio en la infancia) es rara y las causas son variadas. Algunos casos pueden surgir de balanitis (inflamación del glande del pene). 
El liquen escleroso y atrófico (se cree que es la misma condición que la balanitis obliterante xerótica) es considerado como una común (o incluso la principal) causa de la fimosis patológica. Esta es una condición de la piel de origen desconocido que causa un anillo blanquecino de tejido endurecido cerca de la punta del prepucio. Este tejido sin elasticidad impide la retracción. 
La fimosis se puede producir después de que otros tipos de inflamación crónica (como balanopostitis), cateterismo repetido o retracción del prepucio forzosa. 
La fimosis también puede surgir en los diabéticos no tratados, por infección en el prepucio. 
La fimosis en los niños mayores y los adultos pueden variar en gravedad, con un poco de poder para retraer su prepucio parcialmente (fimosis relativa), y algunos totalmente incapaces de retraer su prepucio, incluso cuando el pene está en estado flácido (fimosis completa).  
Se cree que la causa de la fimosis es congénita, pero también puede ser debida a retracciones forzadas del prepucio de los bebés durante su higiene por los padres, que crea anillos fibrosos en el prepucio y adherencias balanoprepuciales. 
En los adultos las causas de fimosis suelen ser variadas: la balanopostitis crónica o recidivante, sobre todo en diabéticos, balanitis xerótica obliterante y traumatismos (directos, actos sexuales violentos, manipulaciones urológicas).

## Fisiopatología
El prepucio se desarrolla como una pequeña capa de epitelio que rodea el glande, a partir de la duodécima semana de gestación. Para el momento del nacimiento, oculta completamente al glande y está adherido fuertemente a su epitelio. En el transcurso de los primeros cuatro a cinco años de edad, se produce la separación gradual del prepucio, mediante las erecciones intermitentes y la acumulación de células de descamación, las cuales no deben ser confundidas con el esmegma. 

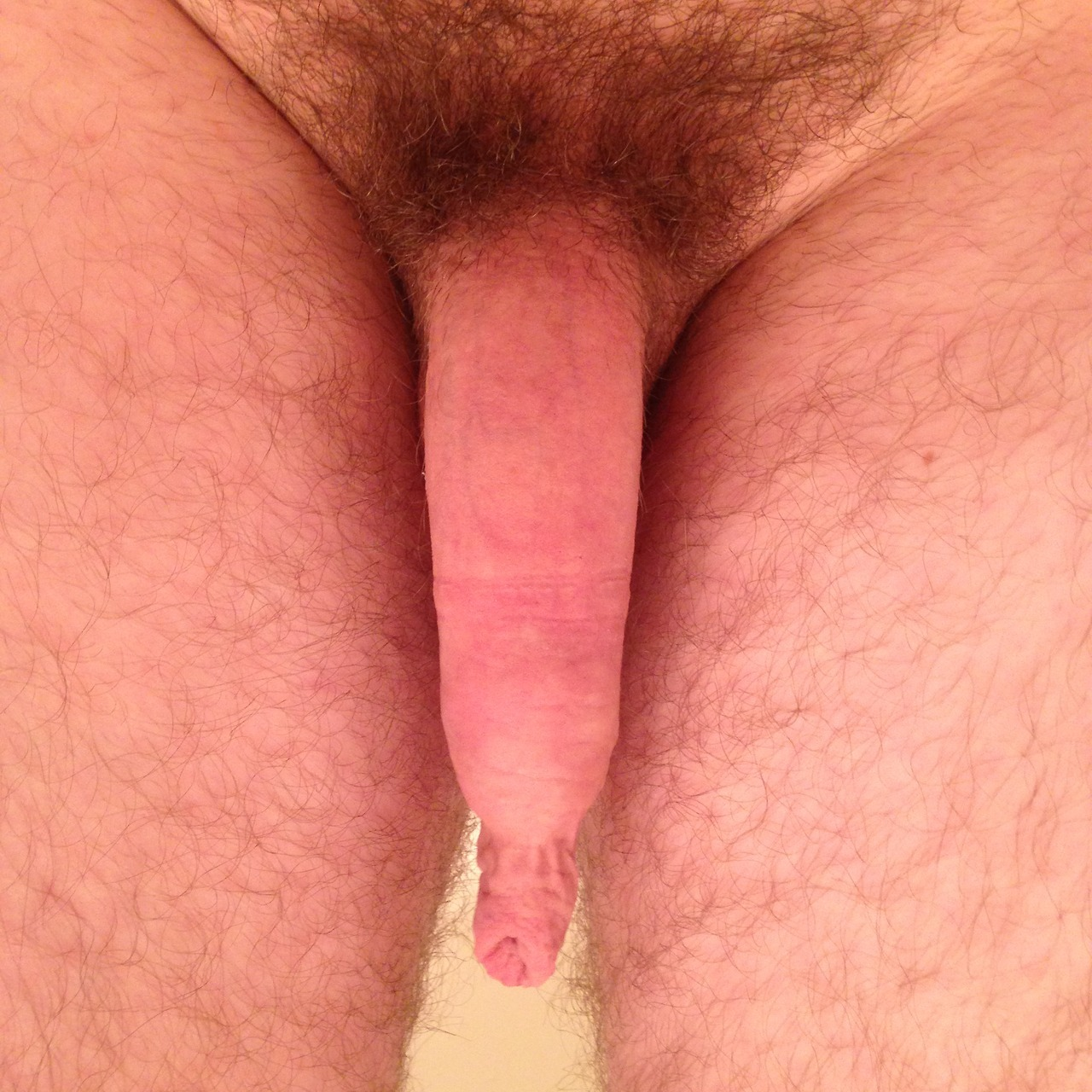
Paciente con fimosis y mega-prepucio

Si no se puede retraer completamente el prepucio hasta detrás del glande, entonces habría fimosis. No todos los prepucios se retraen automáticamente al experimentar una erección del pene. Si se puede hacer manualmente sin dolor, no se considera fimosis, ya que es posible en este caso mantener relaciones sexuales completas sin dificultad.
El prepucio es usualmente no retráctil en la infancia.  Algunos argumentan que la no retractilidad puede ser considerada normal para los hombres hasta la pubertad, que es cuando técnicamente el hombre pasa a ser un ser sexualmente activo de forma potencial. Hill afirma que la plena retractilidad del prepucio no se puede lograr hasta finales de la infancia o hasta la edad adulta temprana. Un estudio danés encontró que la edad media de la primera retracción del prepucio es de 10.4 años.
Rickwood, así como otros autores, ha sugerido que la verdadera fimosis es sobre-diagnosticada debido a la incapacidad de distinguir entre la no-retractilidad del desarrollo normal y un estado patológico. Algunos autores utilizan los términos "fisiológica" y "patológico" para distinguir entre estos tipos de fimosis; otros usan el término "prepucio no retráctil" para distinguir esta condición del desarrollo de la fimosis patológica.

## Cuadro clínico

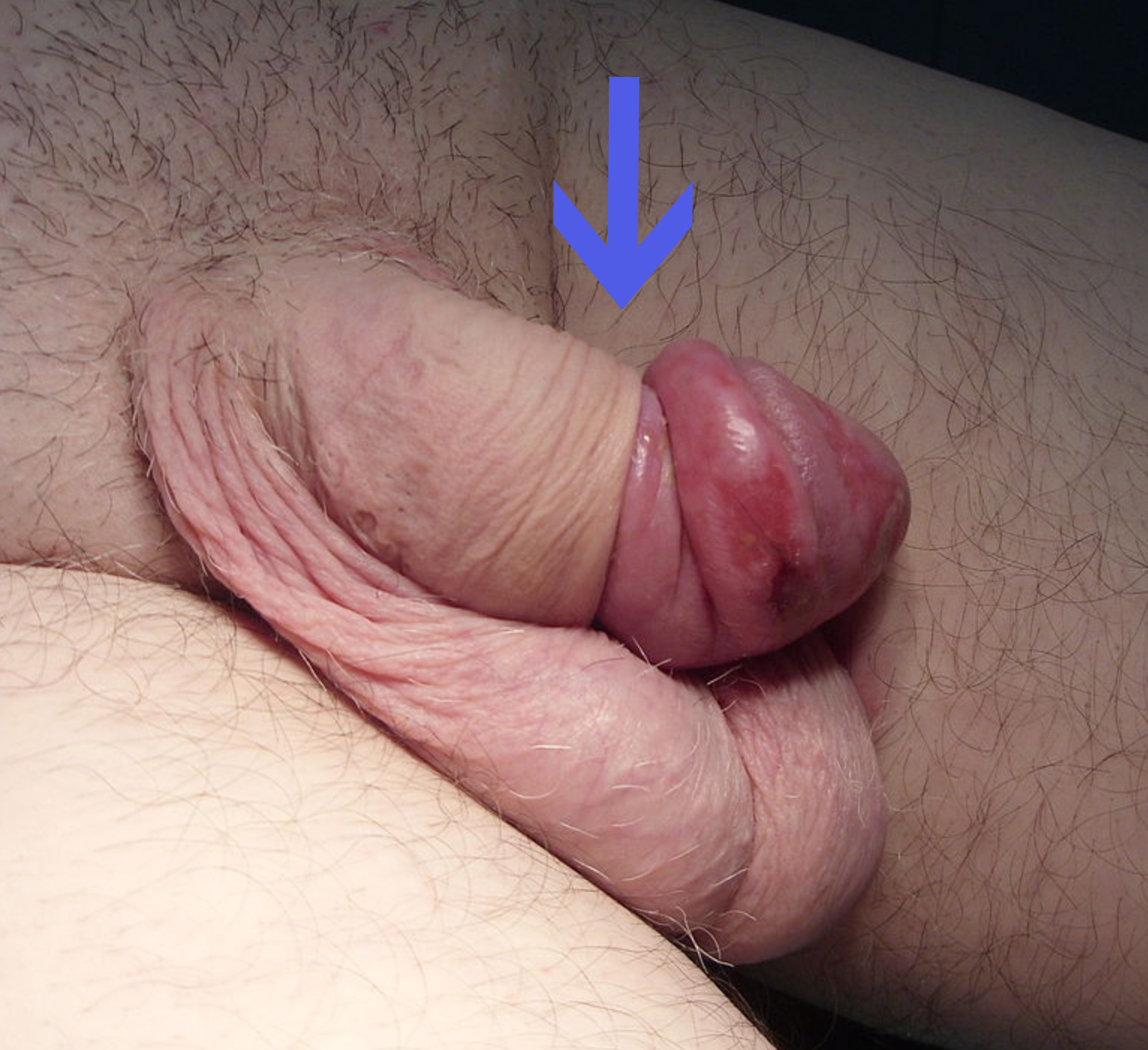
Complicación de la fimosis, llamada parafimosis

Básicamente hay dos tipos de fimosis en función del grado de retracción del prepucio:
- Fimosis relativa: cuando el prepucio se retrae parcialmente
- Fimosis completa: cuando no se retrae el prepucio, incluso estando el pene flácido.

Según el grado de estenosis del prepucio se distinguen tres categorías:
- Fimosis puntiforme: aquella en la que el orificio prepucial es de un diámetro mínimo, apenas apreciable, con la piel circundante de aspecto y grosor normales.

- Fimosis cicatricial o anular no retraíble: aquella en que la piel que rodea el orificio prepucial está indurada o engrosada, habitualmente por balanopostitis previas.

- Fimosis anular: aquellos casos que no puedan incluirse en ninguno de los dos grupos anteriores, estando el prepucio estrechado en mayor o menor medida y por alguna circunstancia existan complicaciones o fracaso para la retracción.

Hay que diferenciar la fimosis de la parafimosis (urgencia urológica producida por la inflamación o edema del prepucio) que impide el recubrimiento del glande tras su retracción forzada y que produce una constricción o estrangulamiento del glande por un anillo del prepucio que se ha retraído, con riesgo de necrosis del glande, que puede ocasionar su pérdida. Es relativamente frecuente en adultos con sondaje urinario y en niños tras sus primeras manipulaciones peneanas.

### Complicaciones
- Coito doloroso: debido a la falta de deslizamiento del prepucio sobre el glande y el pene.

- Balanitis: es la infección del pene, debido a la acumulación de esmegma en el espacio balanoprepucial.

- Infecciones de orina: si la infección del esmegma asciende por la uretra.

- Problemas en la micción: que oscilan desde disuria, hasta retenciones agudas de orina de repetición y que requieren sondaje urinario.

- Adherencias balanoprepuciales: es la unión del prepucio con el glande, que complica más la fimosis y que pueden estar presentes en ausencia de fimosis.

- Parafimosis: se da cuando el glande pasa de forma forzada a través de un anillo fimótico estrecho, a continuación se edematiza, se inflama, y no puede regresar a la posición normal. Los cambios inflamatorios progresan en la parte retenida bajo presión (glande) y no cesarán hasta su reducción manual o quirúrgica. La parafimosis se considera una urgencia.

- Cáncer de pene: es una complicación rarísima, con una incidencia menor de 1/100.000 varones al año, que puede ser debida a la persistencia de fimosis después de la pubertad.[14]

## Tratamiento
La fimosis fisiológica, común en los varones de 10 años de edad y más jóvenes, es normal, y no requiere de intervención. El prepucio no retráctil normalmente se vuelve retráctil durante la pubertad.
Si la fimosis en niños mayores o adultos no está causando problemas agudos y graves, las medidas no quirúrgicas pueden ser eficaces. 
Como norma general, salvo casos excepcionales, la circuncisión debería considerarse una opción de último recurso.

### No quirúrgico
- El estiramiento del prepucio se puede lograr de forma manual, con globos o con otras herramientas. La piel que está bajo tensión se expande por el crecimiento de células adicionales. Un aumento permanente de tamaño se produce por el estiramiento suave durante un período de tiempo. El tratamiento no es traumático ni destructivo. El estiramiento manual puede llevarse a cabo sin la ayuda de un médico. La expansión del tejido promueve el crecimiento de nuevas células de la piel para ampliar permanentemente el estrecho anillo prepucial que impide la retracción. En un estudio, el 86% de las personas se curaron y podría retraer su prepucio en 6 semanas, mediante la aplicación de una crema y estiramiento de la piel dos veces al día. Beaugé aconseja a los pacientes a masturbarse moviendo el prepucio hacia arriba y abajo para corregir la fimosis.[15]

- Cremas de esteroides tópicos como la betametasona, el furoato de mometasona y cortisona son eficaces en el tratamiento de la fimosis y pueden proporcionar una alternativa a la circuncisión. Se teoriza que el esteroides trabajan reduciendo las respuestas inflamatorias e inmunes del cuerpo, y también por el adelgazamiento de la piel. El tratamiento con corticoides tópicos, como la betametasona, indicados por el pediatra a partir de los tres años durante unos dos o tres meses y con la ayuda de retracciones suaves, puede solucionar la fimosis.[16]
- Tuboides: Un enfoque no quirúrgico válido para el tratamiento de la fimosis es la dilatación progresiva del anillo fimótico gracias a unos dispositivos médicos de diseño ergonómico llamados "tuboides". Estos, aplicando el principio bien establecido de la dilatación de la piel, permiten la formación de nuevas células elásticas, lo que resulta en la recuperación de la elasticidad del prepucio y la desaparición de la fimosis.

### Quirúrgico
Los métodos quirúrgicos van desde la eliminación completa del prepucio a operaciones mucho más simples:
- Frenuloplastia. En ocasiones, la fimosis es provocada por un frenillo demasiado corto, en estas situaciones una frenuloplastia puede resolver el problema conservando el prepucio. La frenuloplastia consiste en realizar una incisión en el frenillo.[17]

- Hendidura dorsal (superincision) es una sola incisión a lo largo de la longitud superior del prepucio desde la punta hasta la corona, exponiendo el glande sin la eliminación de cualquier tejido.

- Hendidura ventral (subterincision) es una incisión a lo largo de la longitud inferior del prepucio desde la punta del frenillo hasta la base del glande, eliminando el frenillo en el proceso. A menudo se utiliza cuando se produce frenillo breve junto con la fimosis.

- Prepucioplastia: se realiza una pequeña incisión a lo largo de la banda de constricción. Puede ser una alternativa eficaz a la circuncisión. Tiene la ventaja de ser mucho menos dolorosa y con menos tiempo de curación que la circuncisión, y evita efectos cosméticos. La prepucioplastia, es una operación alternativa a la circuncisión, no mutilante, que deja el prepucio intacto.[18]

- La circuncisión es la extirpación total o parcial el prepucio, quedando el glande permanentemente al descubierto.